# Megapomponia
Megapomponia (лат.) — род певчих цикад, полужесткокрылых насекомых из подотряда цикадовых, включающий крупнейшие в мире виды цикад. Сейчас он принадлежит к подтрибе Megapomponiina и был выделен Мишелем Буларом для размещения крупнейшего в мире вида цикад, Megapomponia imperatoria, типового вида Megapomponia. Булар включил в Megapomponia семь видов. Однако Ли и Санборн перенесли два вида в Pomponia, Pomponia decem и Pomponia rajah.

## Виды
- Megapomponia atrotunicata (Young June Lee and Allen F. Sanborn, 2010)
- Megapomponia castanea (Young June Lee and Allen F. Sanborn, 2010)
- Megapomponia clamorigravis (Michel Boulard, 2005)
- Megapomponia imperatoria (Westwood, 1842)
- Megapomponia intermedia (Distant, 1905)
- Megapomponia merula (Distant, 1905)
- Megapomponia pendleburyi (Michel Boulard, 2001)
- Megapomponia sitesi (Young June Lee and Allen F. Sanborn, 2010)

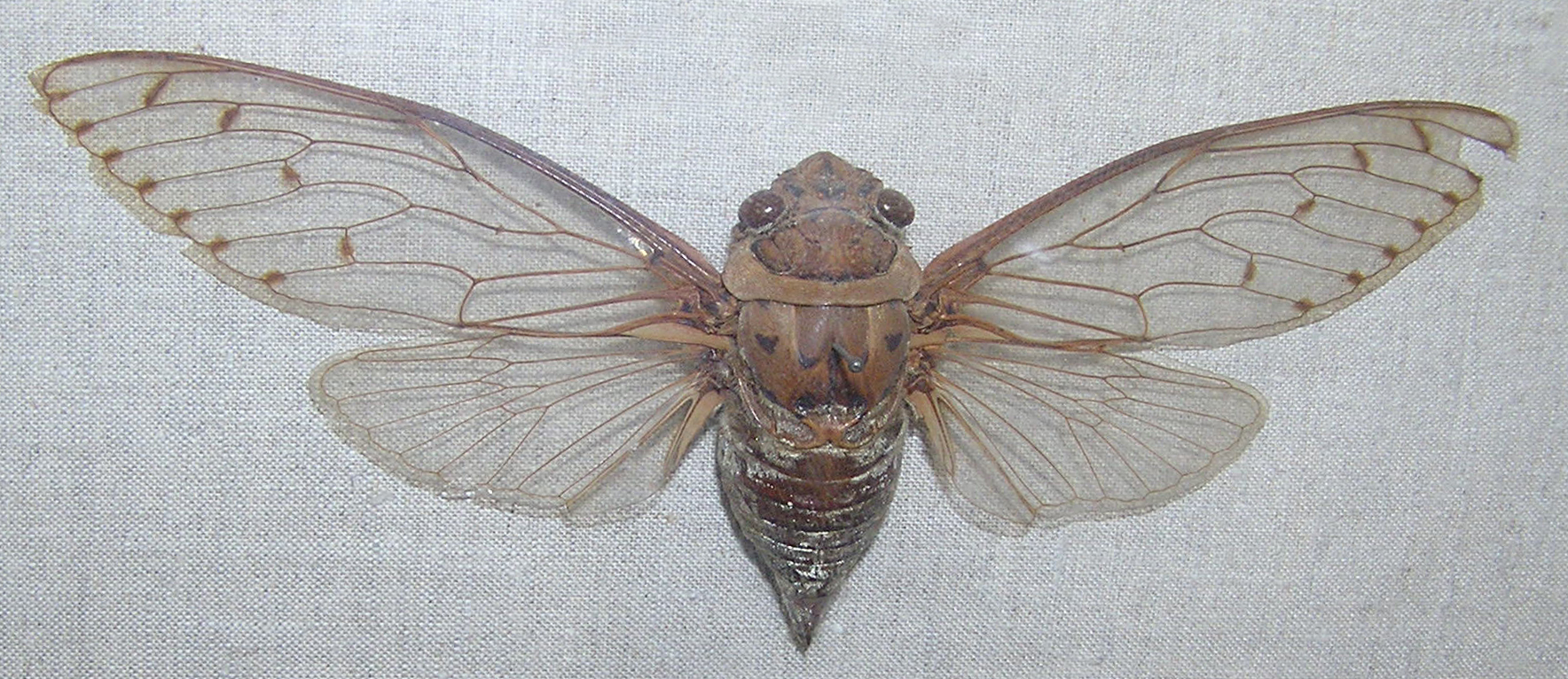
Megapomponia intermedia
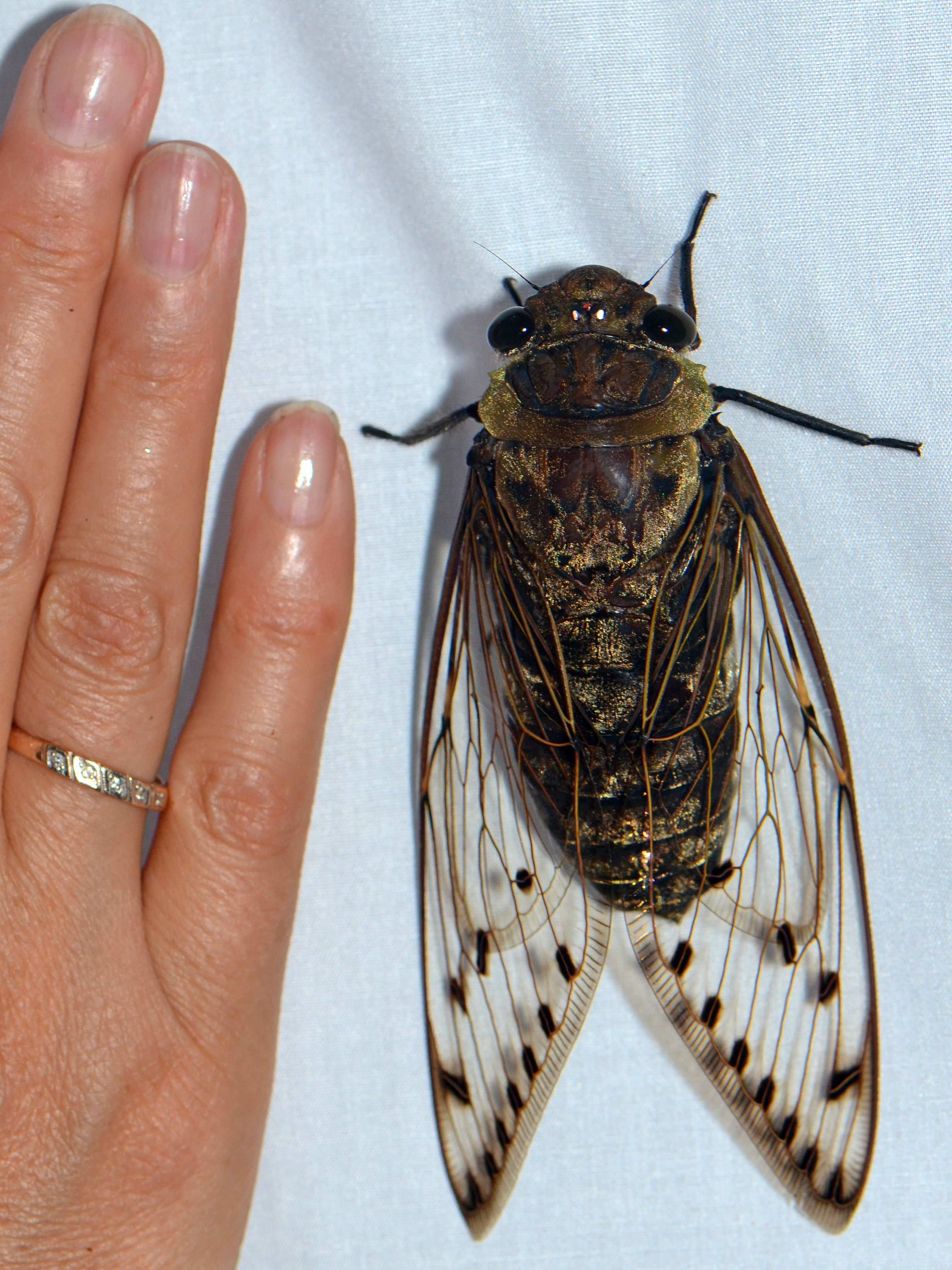
Megapomponia merula